# Acquario del Cairo
L'acquario del Cairo (ar:حديقة الأسماك - Hadiket al-Asmak,  anche  حديقة جباليا - Hadiket al Gabalaya, noto anche come Aquarium Grotto Garden) è ubicato nel distretto di Zamalek nella zona nord occidentale dell'isola di Gezira.

## Descrizione
Il giardino dell'acquario a grotte fu costruito nel 1867 da Khedive Ismail, viceré di Egitto e Sudan. Unico per la sua particolarità architettonica, il giardino è formato da un svariato numero di grotte artificiali in argilla, decorate in modo tale da ricordare le branchie dei pesce. Le grotte sono sia sotterranee che sopraelevate, dando vita ad un giardino pieno di ponti, scale, cascate e piccoli ruscelli. Le grotte ospitavano diversi acquari con vari tipi di pesci del Nilo e di altri luoghi, sebbene il numero di pesci sia diminuito e alcune grotte siamo vuote, il giardino ospita ancora alcune specie rare. Oltre ai pesce, in esso si trovano alberi e fiori non comuni

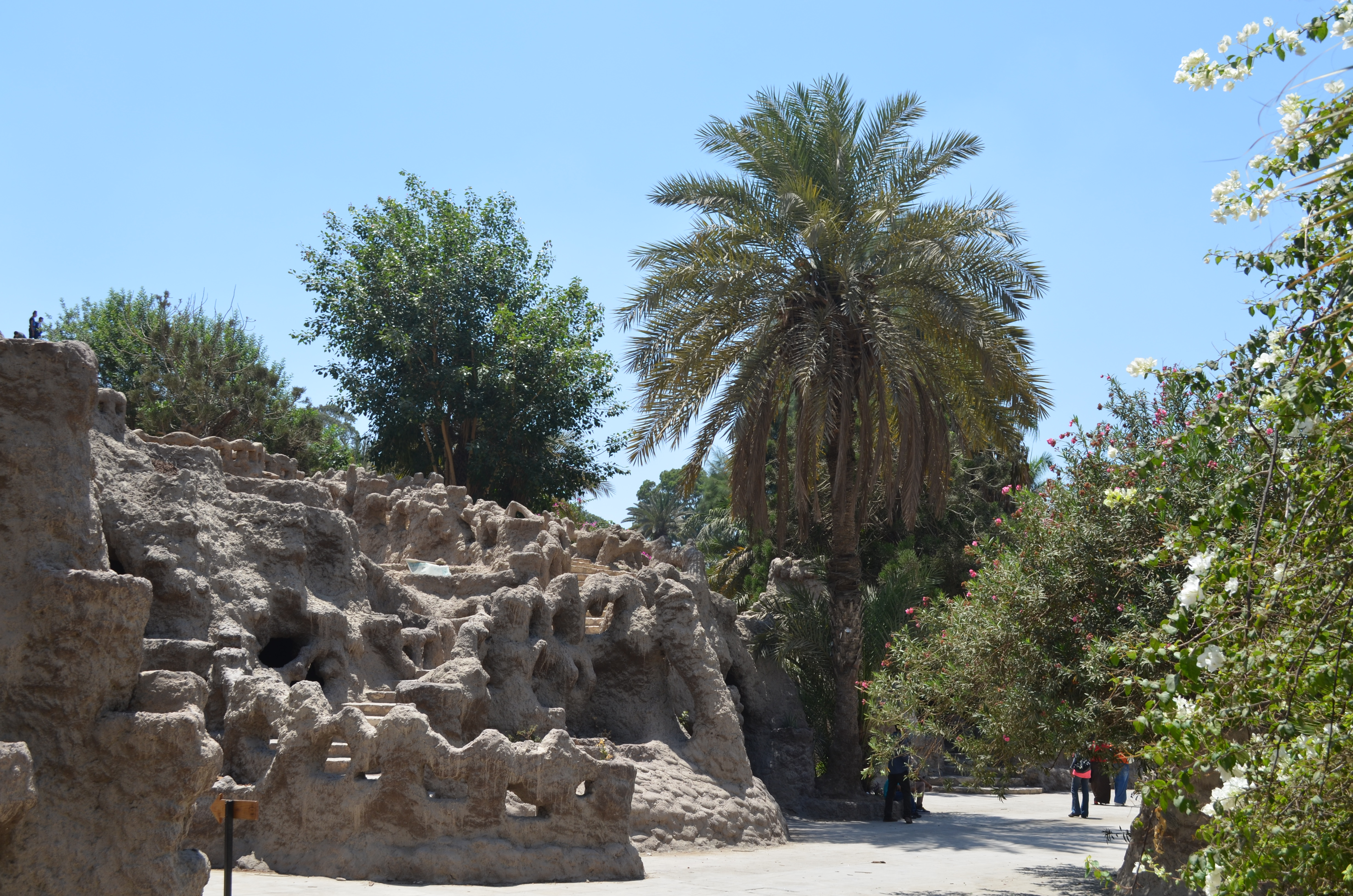
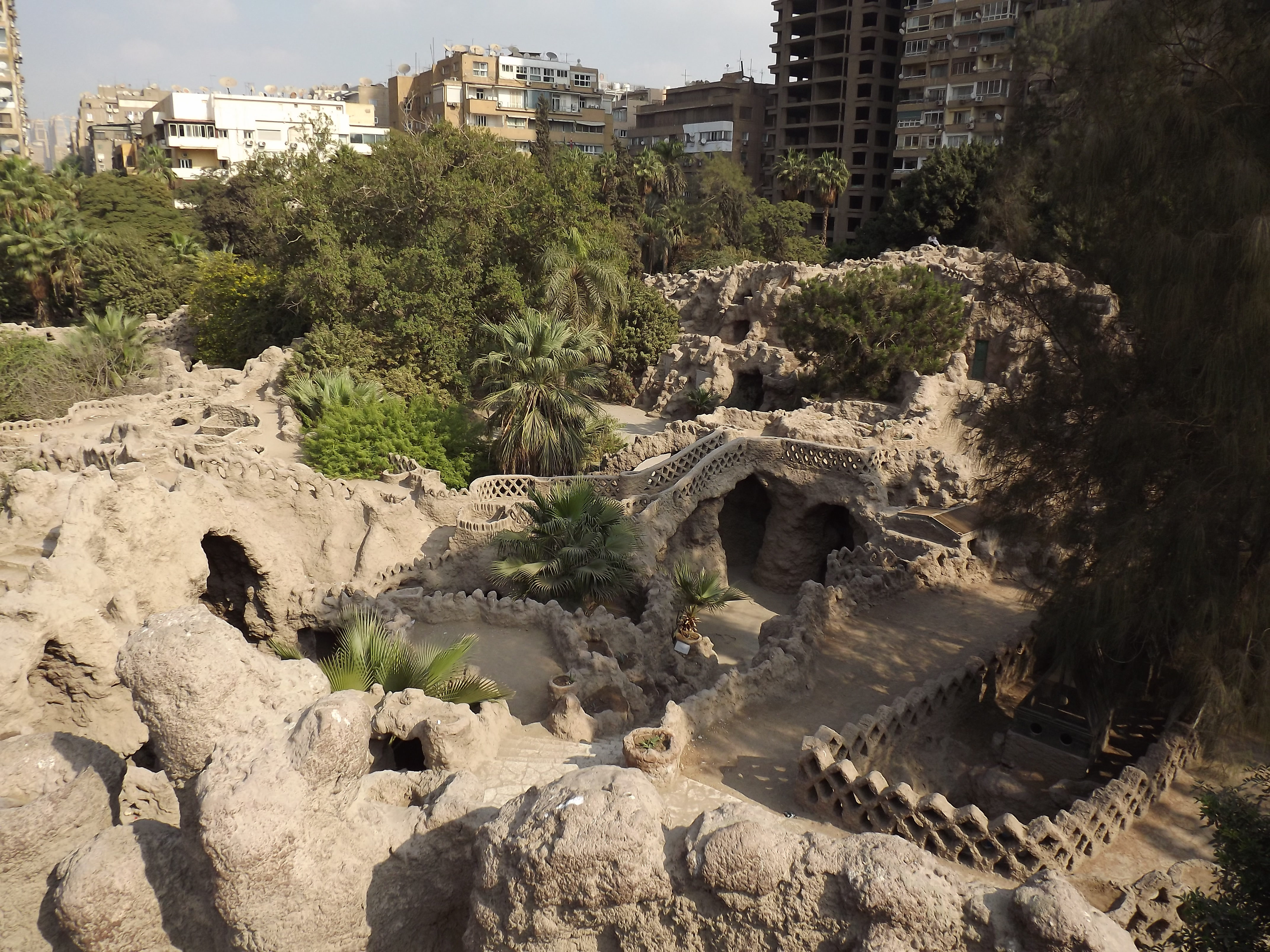
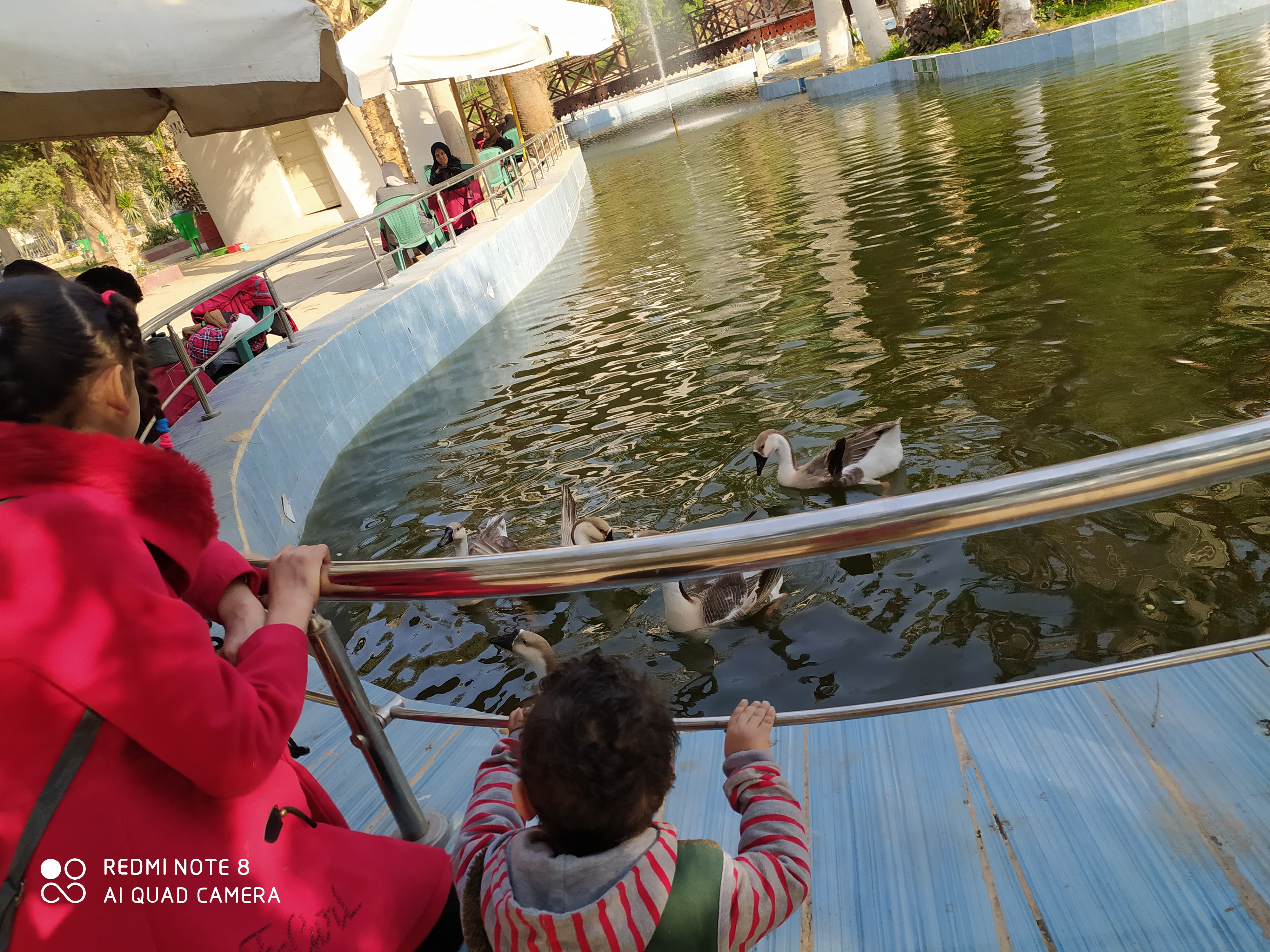
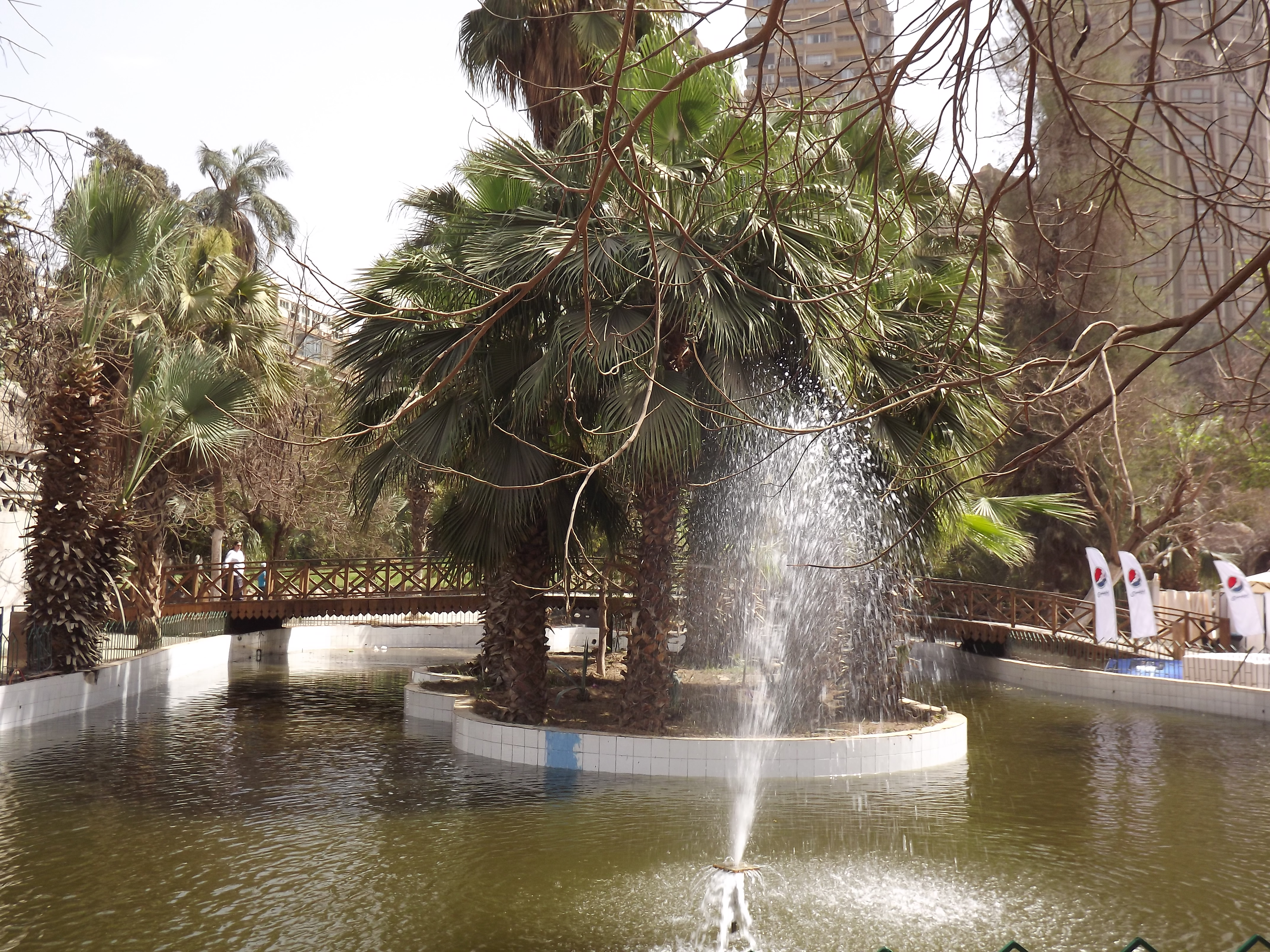
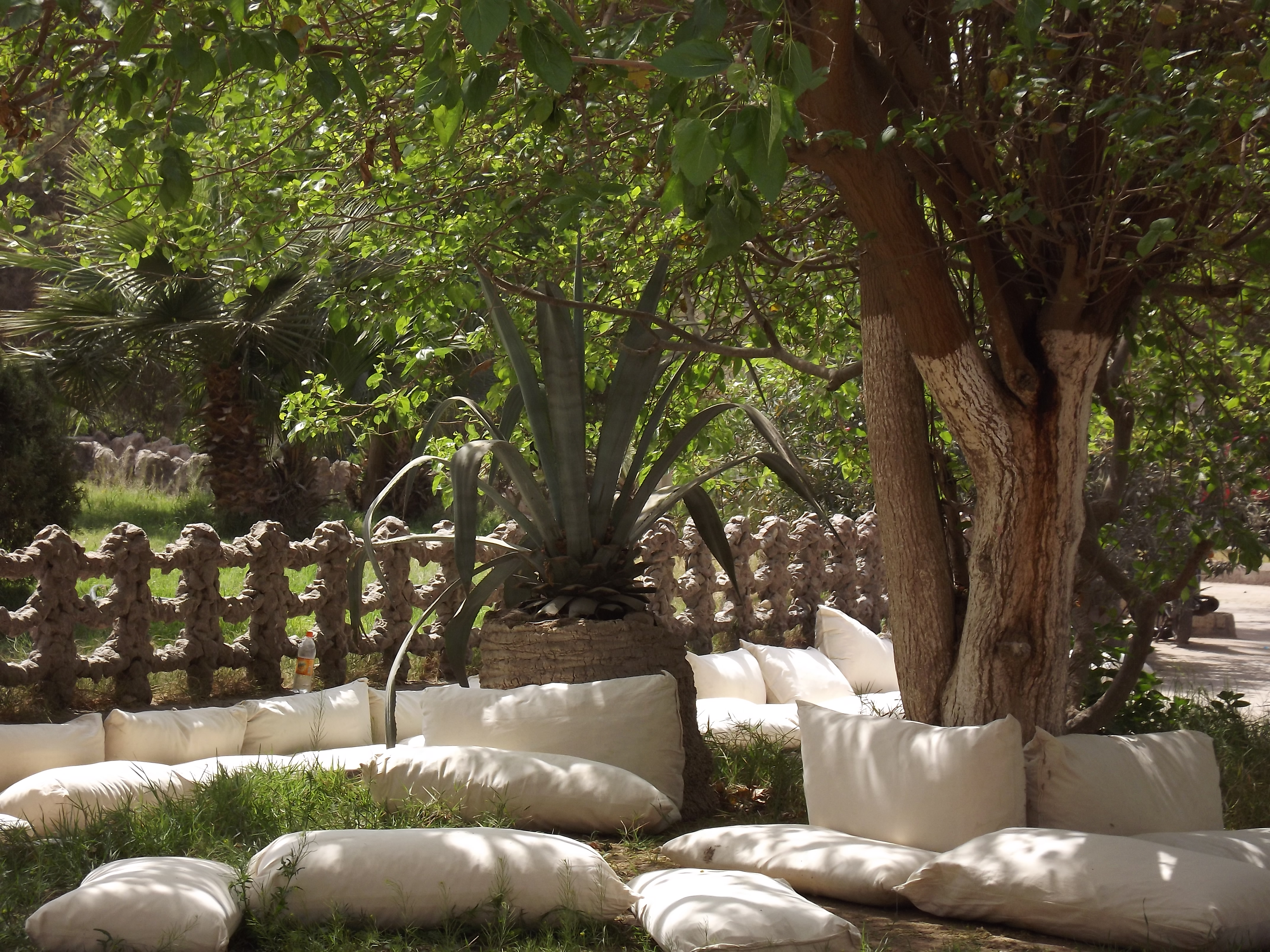
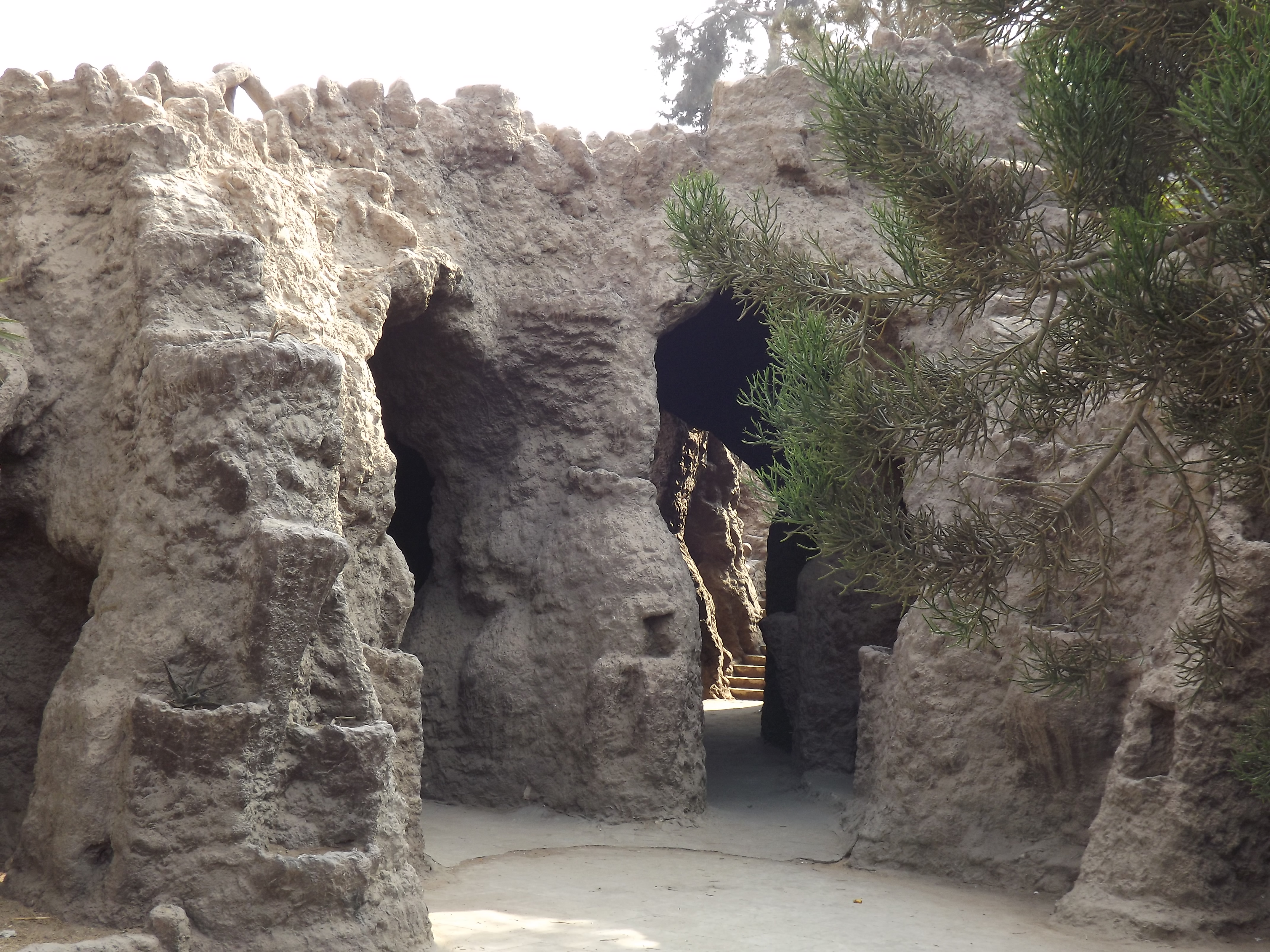
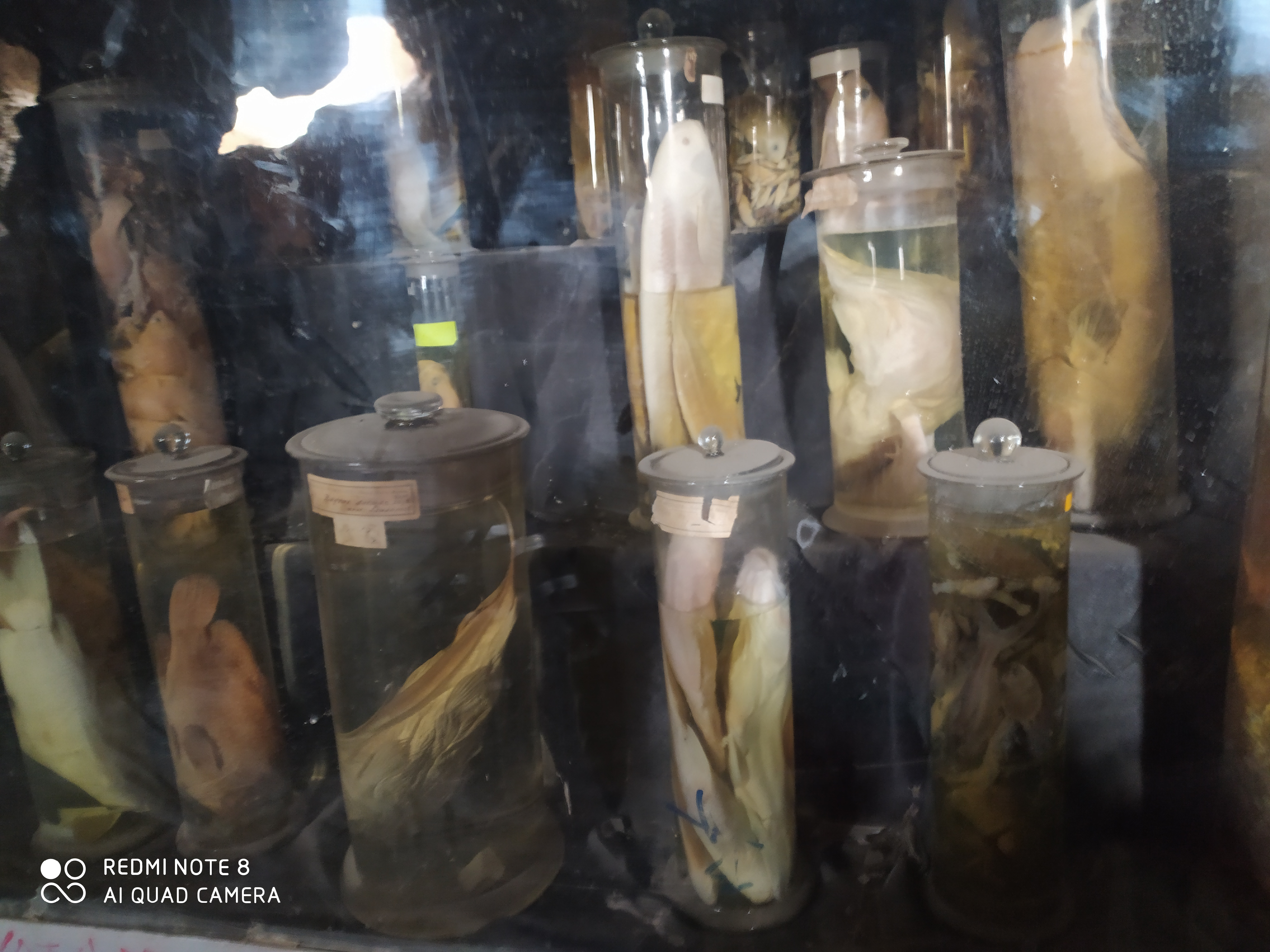
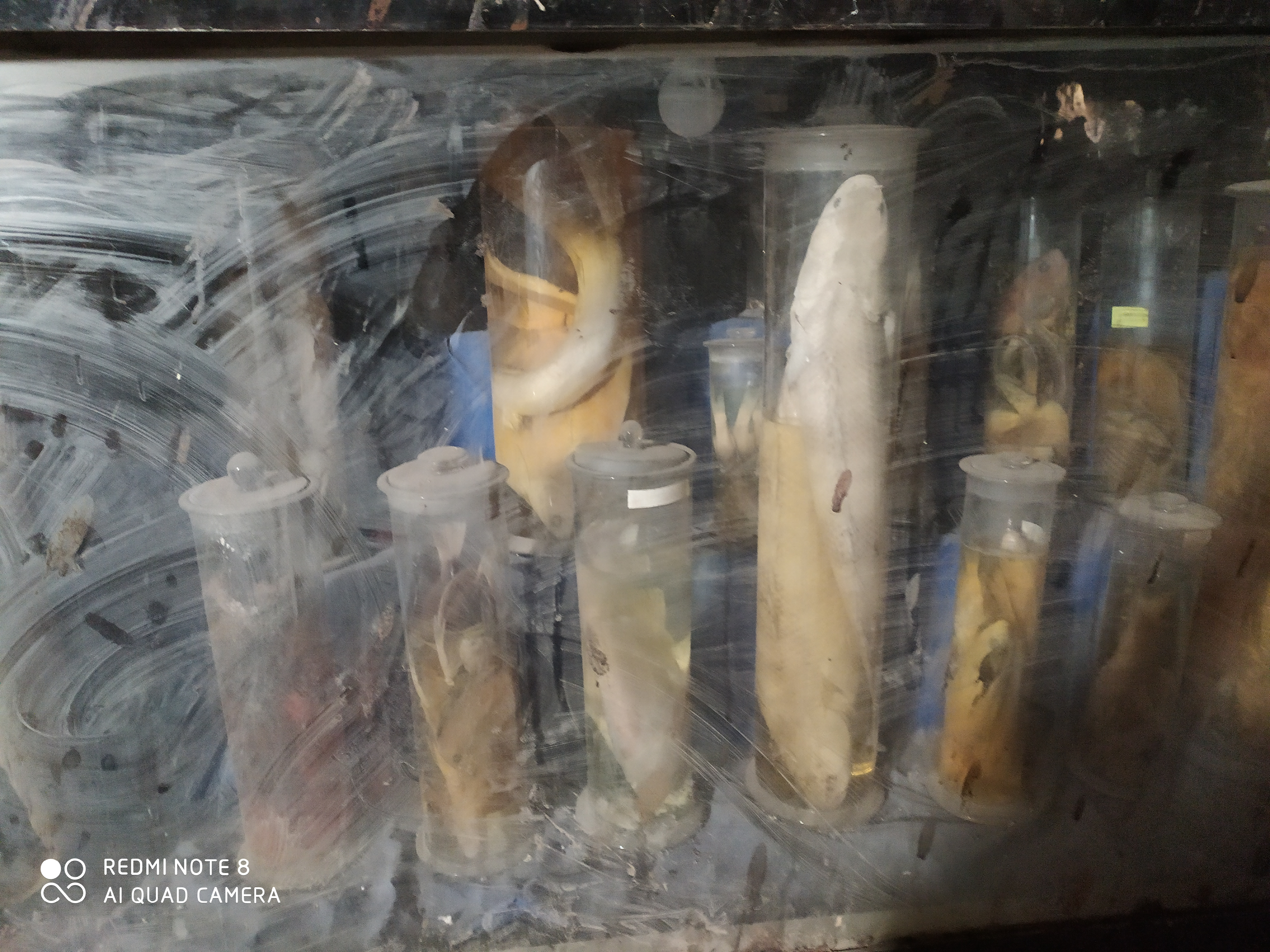